# Homnābād
Homnābād är en ort i Indien.   Den ligger i distriktet Bīdar och delstaten Karnataka, i den centrala delen av landet, 1 200 km söder om huvudstaden New Delhi. Homnābād ligger 641 meter över havet och antalet invånare är 41 485.
Terrängen runt Homnābād är platt. Runt Homnābād är det tätbefolkat, med 319 invånare per kvadratkilometer. Det finns inga andra samhällen i närheten. Trakten runt Homnābād består till största delen av jordbruksmark.